# 头孢乙腈
头孢乙腈（INN:Cefacetrile）是一種广谱抗菌素，是第一代的頭孢菌素，對革蘭氏陽性菌或革蘭氏陰性菌都有效，屬於制菌剂。藥品的註冊名稱為Celospor、Celtol及Cristacef,，用在治療乳牛乳房感染的產品名稱是Vetimast

## 合成

头孢乙腈：（1966年移轉給Ciba-Geigy）

头孢乙腈可以在存在三正丁胺的條件下，將7-ACA（7-氨基头孢烷酸）和2-氰基乙酰氯反應而得。